# 翁美玲
翁美玲（英語：Barbara Yung Mei Ling；1959年5月7日—1985年5月14日），香港女演員英國國籍。1980年代在其職業生涯的鼎盛時期裡，通過戲劇獲得了巨大的知名度，代表作包括《射雕英雄傳》及《天師執位》等，皆取得高收視，成無綫最灼手可熱的花旦。

## 生平履歷

### 早年经历
翁美玲在香港成長，早年在香港跑馬地玫瑰崗學校小學部（1970年畢業）及中學部（1970年中一至1974年中四）讀書，為家中的獨生女，母親張明如。翁美玲生父在海關工作，有兩位妻子。翁美玲7歲時父親病逝，生父死後，翁氏母女得不到任何遺產。1973年翁美玲母親與廖錦棠結婚，並先移居英國，隨後1974年翁美玲移居英國與母親及繼父生活。廖錦棠先在英國雅息士郡開外賣店，之後轉到劍橋郡經營炸魚薯條店。
1976年翁美玲在英國劍橋藝術科學學院（Cambridgeshire College of Art and Technology）就讀高中期間與荷蘭同學罗泊·莱得鲍（Rob Radboud）相戀。後來據罗泊·莱得鲍回憶，自己與翁美玲交往時起初翁美玲的母親並不同意，不希望翁與西方人交往，而想她嫁給華人富家子，翁美玲因為感情脆弱曾在18岁和19岁连着两年都曾经吃下整瓶安眠药自杀，但所幸被人发现送去医院洗胃，最終使其母默認翁美玲與其交往。

### 入行与成名
高中畢業後不久，翁美玲與罗泊·莱得鲍分手，在英國入讀中央聖馬丁藝術與設計學院並獲頒文學士銜。1980年，她參加英國倫敦華裔小姐選美獲得亞軍。
1982年，翁美玲返港参與该年度香港小姐競選顺利成為15位入圍者之一，然而身高159厘米相对于选美来说属于身型比較矮小最終获得第八名。
及後被邀請擔任香港無綫電視節目婦女新姿主持人，並簽訂5年演員合約。同年，她首度登場，在《十三妹》中飾演康熙皇妹「雙格格」一角；並且這部戲也是她與湯鎮業的戀情開端。
1983年，翁美玲主演由金庸武俠小說改編的古裝電視連續劇《射鵰英雄傳》，当年播出时万人空巷红极一时，轟動華人世界。劇中她扮演冰雪聰明卻又刁蠻任性的小魔女黃蓉(參加電視台舉辦「理想黃蓉形象」選角並擊敗黎燕珊、呂靜紅及司馬燕最後3強)，火速成為眾多影迷心中的偶像。憑著俏麗的外型和出眾的演技，她將俏黃蓉這個角色演得活靈活現，也讓她的演藝事業達到巔峰，並聲名鵲起，席捲東南亞和該劇是TVB十大全球收視率最高劇集之一
，中國歷史上收視率最高的10部電視劇，
根據無綫電視1995年《萬千星輝賀台慶》公佈的「十大全球最高收視電視劇」，《射雕英雄傳》排名第三，截至當時的總收看人次達 356,163,000。，和曾入選中國大陸十大經典劇集名單，拍攝期間翁對飾演郭靖的黃日華說不會選擇自殺死，語氣堅決。在另一齣同年的時裝劇《夾心人》中，她又飾演性格內向的董佩汶，充分展示她多樣化的表演風格，红极一时。其他出色的參演作品包括《決戰玄武門》及《天師執位》，而《射鵰》與《天師執位》更創下收視超過60點之佳績，其中《天》亦是1984年最高收視劇集，可見翁美玲當時的人氣。
翁美玲在1980年代曾被稱為古装小花（1980-1986）TVB 七仙女之一。1983年7月31日，翁美玲挽着湯鎮業的臂彎出席第2屆香港電影金像獎頒獎禮，兩人正式公开熱戀关系，是許多人稱羨的金童玉女。但可惜兩人工作繁忙聚少離多，且時常傳出湯鎮業在外面花天酒地的新聞；雙方工作壓力大且年轻气盛，时常爭吵。翁希望盡快與湯結婚，惟湯因自身事業未成而要求翁再等一會。1985年2月，有指湯與另一女性傳出緋聞，翁一時無法接受而第三次嘗試自殺，於家中服了4粒安眠藥，其後因後悔而主動找醫生洗胃，同月與湯爭吵後於家中廚房開煤氣，但此時朋友恰巧按門鈴到訪，因而打消自殺念頭關閉煤氣。4月湯翁二人處於冷戰狀態，翁在的士高跳舞時遇上梅艷芳富家子男友鄒世龍，鄒對翁一見鍾情，於是展開追求，翁心裡為了刺激湯鎮業而答應鄒，惟湯並不在乎。5月初翁於新加坡登台演唱期間求籤問感情，結果獲凶籤「情海無舟，緣盡十八」（意即甜蜜戀情只維持18個月便告終），使翁失眠多晚，其後湯到翁家收拾衣物離開並提出分手。5月11日，湯鎮業與吳君如、苗僑偉及戚美珍結伴往淺水灣游泳，被記者拍下照片，13日記者問翁感受，她強裝鎮定表示早已知悉、沒甚麼大不了，同日晚上湯翁二人在清水灣片廠完成當晚的電視劇橋王之王拍攝工作後，在化妝間內爆发激烈争吵，翁美玲哭著對他説：「既然如此，我們分手算了!」
在此前，1985年上半年曾為柴灣環翠商場新開幕的泳翠報社剪綵。

### 逝世
1985年5月14日0時許，翁美玲懷着惡劣心情返抵九龍塘廣播道偉錦園1座1樓B室寓所，0時50分翁首先撥電湯鎮業，沒接聽後改發傳呼訊息表示「如果不覆機，將永遠聽不到我的聲音」，其後再於1時致電鄒世龍，談話中透露做人很辛苦、活着沒意思，掛線後翁喝了半瓶白蘭地並開啟廚房煤氣，無留下遺書，此乃翁之第五次自殺。鄒於1時25分啟程驅車並於2時10分趕抵偉錦園，與保安員一同登樓，鄒在門外叫喚了幾聲翁，得不到回應便離去，逗留約1.5分鐘。早上7時鄒放心不下再往翁家，約7時半到達樓下已嗅到濃烈煤氣味，遂與保安按響門鈴，渺無回應後鄒跑到地面車房，爬上屋簷，打破廚房玻璃窗爬入屋內，發現身穿粉紅色睡袍的翁美玲頭枕坐墊昏迷倒臥客廳近大門位置，鄒立即抱起臉色發紫的翁下樓，登上私家車送往鄰近的浸會醫院搶救，惟醫生證實翁已不治，終年26歲，院方推斷死亡時間為凌晨3至4點。消息傳至英國令翁母立即暈倒並心臟病復發，需注射鎮定劑穩定病情；湯趕到醫院時翁之遺體已轉送殮房，其神情相當呆滯，完全無法接受事實，回到偉錦園則痛斥大廈保安員不應阻止鄒進入翁家救人，並不斷自責「為何這麼傻？有甚麼事情是不能解決？」15日湯、鄒、翁之其中一名誼母陳太分別欲往紅磡公眾殮房認屍，但職員以湯鄒兩人並非翁之直系親屬為由而婉拒，湯其後不斷哀求，終獲准與同行的苗僑偉入內，湯鎮業緊抱翁美玲遺體痛哭，更親吻翁的臉及咀部，逗留十分鐘才離去，同日生母張明如自英國乘飛機抵港辦理女兒身後事。16日法醫解剖翁美玲遺體，證實死於煤氣中毒，並抽取胃液作進一步化驗；同日翁之誼母簽字將原本打算土葬改為火葬，以方便運往英國安葬。17日天主教香港教區批准教友翁美玲之喪禮以天主教儀式舉行，因教區認為翁「自殺」前種種跡象顯示並非存心決意尋死，而是一時情緒失控才鑄成大錯，無違反「決心自殺屬犯罪，死後不得以天主教儀式舉殯」教條。多數香港傳媒報導均猜測她自尋短見是與湯鎮業的戀情出現問題有關。
5月19日，翁美玲在紅磡世界殯儀館出殯，有一萬名市民於天晴炎熱天氣下擠滿附近行人路送別，過程中有4名女子暈倒及3名小童摔倒受傷但無大礙，無綫電視負責整個喪禮的籌辦及約四萬港元費用，靈堂中央主橫匾是「魂歸天國」，左右兩旁副橫匾則為「音容宛在」及「天妒紅顔」，翁的遺照為湯鎮業揀選、1982年參選港姐時的長髮宣傳照。翁美玲遺容相當安詳，如熟睡，壽衣為其拍攝電視劇生銹橋王穿過之白色古裝「小鳳仙」戲服，並有一批銀器、古董及首飾陪葬。湯鎮業在友人的攙扶下，神色黯然地將一朵玫瑰花輕輕別在翁美玲的髮髻，將拿著的一把梳子一分为二，髮前一段隨著翁美玲的芳魂下葬，另一端保留──此为香港人中年喪妻的祭奠風俗。靈柩由好友劉德華、梁朝偉、黃日華、苗僑偉、蕭笙、李添勝、伍潤泉、何家聯八人扶靈，運往歌連臣角火葬場火化。其生前好友及同事如梅艳芳、車保羅、劉青雲、陶大宇、藍潔瑛、吕方、張明敏、吳鎮宇、成龙、李国麟等人纷纷出席葬礼。20日晚鄧鏡波學校內教堂舉行追思彌撒悼念翁美玲，親友及湯鎮業等30多人出席，6月3日骨灰安放於英國劍橋大學城劍橋新市場天主教墓地。
2012年6月2日，翁美玲的前荷蘭男友罗泊·莱得鲍（Rob Radboud）幫美玲製作網站並公開美玲回港發展前的珍貴照片和交往時的故事。
另外，翁美玲的母親於2017年1月17日在英國逝世，享年91歲。於2017年2月23日在當地舉殯及火化，與翁美玲合葬於劍橋公墓。

## 紀念
2023年，浙江卫视《无限超越班》與TVB制作组近日请来李一桐以“插班生”身份加入，并以1983年版《射雕英雄传》为蓝本，重现经典场景，李一桐今次造型还原了翁美玲饰演的“黄蓉”。

## 參演作品

### 電視劇（無綫電視）
| 年份 | 劇名                                                | 角色 |
| ---- | --------------------------------------------------- | --- |
| 1982 | 《十三妹》                                          | 雙格格（雙雙）                                                                                                 |
| 1983 | 《射鵰英雄傳之鐵血丹心》                            | 黃蓉 |
| 1983 | 《射鵰英雄傳之東邪西毒》                            | 黃蓉 |
| 1983 | 《射鵰英雄傳之華山論劍》                            | 黃蓉 |
| 1983 | 《夾心人》                                          | 董佩汶 |
| 1984 | 《決戰玄武門》                                      | 秦惜惜 |
| 1984 | 《天師執位》                                        | 林楚燕 |
| 1984 | 《生鏽橋王》                                        | 林佩瑛、何道蘊                                                                                                 |
| 1984 | 《楚留香之蝙蝠傳奇》                                | 桑小静（永靖公主）                                                                                             |
| 1985 | 《挑戰》                                            | 謝碧華 |
| 1985 | 《楚河漢界》                                        | 玉蝶兒 |
| 1985 | 《橋王之王》 （拍攝尚未完成，其後改名《拆檔拍檔》） | 谢丽婷（注：翁美玲在拍摄第一场戏后便自杀身亡，其角色由张曼玉接替出演；汤镇业被迫辭演，角色则由关礼杰接替出演） |

### 綜藝節目（無綫電視）
| 年份 | 節目名                             | 崗位                     |
| ---- | ---------------------------------- | ------------------------ |
| 1982 | 《婦女新姿》                       | 主持                     |
| 1982 | 《歡樂今宵》                       |                          |
| 1983 | 《勁歌金曲季選》（1983年度第二季） | 主持（與蔡楓華、梁朝偉） |

### 電影
| 年份 | 電影名     | 角色    |
| ---- | ---------- | ------- |
| 1983 | 《瘋狂83》 | FBI探員 |

## 演唱會
- 《翁美玲星馬個人演唱會》[30]

### 專輯
| 專輯名稱             | 發行公司 | 語言 | 發行日期 | 曲目 |
| -------------------- | -------- | ---- | -------- | --- |
| 翁美玲個人演唱會專輯 | 歌林     | 粵語 | 1985年   | 曲目 第一面 1. 蝙蝠傳奇 2. 夢裡幾番哀 3. 誰可改變 4. 鐵血丹心 5. 夢想黃包車 第二面 1. 順流逆流 2. 情比雨絲 3. 在雨中 4. 愛情陷阱 5. 收場 |

## 書籍
| 年份         | 書名            | 編著         | 出版       | ISBN               |
| ------------ | --------------- | ------------ | ---------- | ------------------ |
| 2006年5月1日 | 翁美玲1959-1985 | 翁美玲的粉絲 | 作家出版社 | ISBN 9787506336406 |

## 廣告代言
- 1982年：花王護髮素
- 1984年：夏士蓮雪花膏 （页面存档备份，存于）

## 獎項
- 1984年：華僑晚報十大明星選舉：十大電視明星[31]
- 1985年：華僑晚報十大明星選舉：十大電視明星
- 在2007年更入選成為十大經典電視角色之一[32]香港蘋果日報甄選電視一百大經典角色，翁美玲在射鵰英雄傳 (1983年電視劇)中飾演的黃蓉一角獲得觀眾票選第十名。(資料來源：香港蘋果日報2007年11月17日C14&15版)。
- 香港TVB指南雜誌評選的“tvb巨星一百人大排名”名列前十[33]
- 無綫電視為慶祝55周年台慶，早前推出《我揀我想睇》觀眾投票活動，在「難忘記...」而這齣戲、翁美玲及劉丹主演的《天師執位》(1984年首播)以29.8%總票數佔據第一位。[34]

## 軼聞
翁美玲自殺兩週前曾到美容院找鄭明明，打算找她開解心事，剛巧鄭明明當日手頭上有數項重要公事，忙得一塌糊塗，便很敷衍地表示工作很忙，改天大家比較空閒才坐下詳談，最終翁美玲兩週後自殺身亡，鄭明明亦錯失救回好友或見其最後一面的機會。
翁美玲之死喚起社會對藝人心理健康的關注，最終促成香港首個專為服事藝人的基督教團體香港藝人之家的成立。同时其前男友的汤镇业亦背负骂名，导致被香港观众杯葛，事业墮入長期低潮。
2000年代前娛樂新聞記者查小欣在娛樂專欄發表文章，將發生於1976年10月5日偉錦園7樓D室職業殺手殺人後棄屍浴缸命案與翁美玲自殺拉上關係，說成是同一單位，但翁美玲自殺單位是偉錦園1樓1B室，兇殺案單位是7樓D座。
2005年有網民杜撰漏洞百出的文章惡意攻擊藝人沈殿霞，將沈殿霞與翁美玲自殺拉上關係。
翁美玲逝世後也有不少靈異傳聞；有傳翁的好友﹑影迷都見過翁的鬼魂。其中一名影迷更表示翁曾經報夢給她解釋其自殺的真相，實為本來只想嚇唬一下身邊的男友，怎料弄假成真，返魂乏術。根據新聞報道翁的屍體在客廳被發現時正俯臥，推測她感到辛苦欲前往大門，可惜不支倒地。此靈異傳聞當然不能證實，而影迷對翁的早逝只能永遠地感到惋惜﹑傷感。

## 資料來源
1. 1 2 3 4 5 6 7 8 9 10 11 12 13  . 壹讀. 2019年5月9日. （繁體中文）
2. ↑  Rob Radboud. . 2018-07-18  [2018-12-01]. （原始内容存档于2018-12-01）.
3. ↑  Rob Radboud. . 2016-12-12  [2018-11-30]. （原始内容存档于2018-11-30）.
4. ↑  电影聚焦. . tvb.   [January 3, 2022]. （原始内容存档于2022-05-31）.
5. ↑  . 中國日報中文网.   [2017-04-23]. （原始内容存档于2017-04-24）.
6. ↑  电影聚焦. . โดย ทีวีบีโทรทัศน์ไต้หวัน.   [January 3, 2022]. （原始内容存档于2022-05-31）.
7. ↑  . 明報. 1985年5月19日: 第6版.（繁體中文）
8. ↑  . 香港工商日報. 1983-09-29: 9  [2020-05-28]. （原始内容存档于2022-01-20）.
9. 1 2  . 明周. 2021年5月10日  [2023年1月26日]. （原始内容存档于2023年4月12日）.（繁體中文）
10. 1 2 3 4 5  . 自由時報. 2016年7月16日  [2023年1月20日]. （原始内容存档于2023年5月6日）.（繁體中文）
11. ↑  . 星島日報. 1985年5月17日: 第二十二版.（繁體中文）
12. 1 2 3  . 成報. 1985年5月15日: 第一版.（繁體中文）
13. 1 2 3 4 5 6  . 成報. 1985年5月15日: 第一版.（繁體中文）
14. ↑  . 明報. 1985年5月15日: 第26版.（繁體中文）
15. ↑  . 星島日報. 1985年5月16日: 第六版.（繁體中文）
16. ↑  . 星島日報. 1985年5月15日: 第六版.（繁體中文）
17. ↑  . 星島日報. 1985年5月17日: 第二十二版.（繁體中文）
18. 1 2  . 星島日報. 1985年5月18日: 第六版.（繁體中文）
19. ↑  事隔24年，湯鎮業在港台中文台DJ車淑梅主持的香港有線電視玄學節目《人生命書》中擔任嘉賓接受訪問（2009年1月25日播出），車淑梅問及當年他是否受了冤屈，希望由他親自揭開謎團。但湯鎮業認為事情已經過了很久，只希望佳人安息，只謂自己對得住天、地、良心，而把整件事繼續當作一個謎可能會更加美麗，婉拒澄清的要求。當車淑梅再追問他與翁美玲的感情關係時，他說：「當時都有鬧……嗯……當然會係一個過程啦……鬧分手呀咁……喺嗰一個階段……當時係……」他皺着眉，續說：「其實真係……幾差嘅關係囉。」 另一好友拍檔苗僑偉也曾經在公開場合替湯鎮業澄清，說於翁美玲自殺之前，湯﹑翁兩人已經分手
20. ↑  Wood, Chris. . South China Morning Post. 2017-05-17. （原始内容存档于2023-11-14） （英语）.
21. ↑  . 明報. 1985年5月20日: 第4版.（繁體中文）
22. ↑  . 成報. 1985年5月20日: 第四版.（繁體中文）
23. ↑  . 成報. 1985年5月20日: 第四版.（繁體中文）
24. ↑  . 明報. 1985年5月17日: 第26版.（繁體中文）
25. ↑  . 明報. 1985年5月19日: 第6版.（繁體中文）
26. ↑  . 明報. 1985年5月18日: 第22版.（繁體中文）
27. ↑  . 星島日報. 1985年5月21日: 第二十八版.（繁體中文）
28. ↑  .   [2017-07-13]. （原始内容存档于2017-07-02）.
29. ↑  电影聚焦. . HK.   [January 14, 2023]. （原始内容存档于2023-04-06）.
30. ↑  .   [2012-10-07]. （原始内容存档于2013-03-13）.
31. ↑  .   [2017-07-21]. （原始内容存档于2017-08-03）.
32. ↑  . 蘋果日報. 2007年11月17日  [2017年5月21日]. （原始内容存档于2017年9月30日）.
33. ↑  . backchina.   [January 7, 2022].[]
34. ↑  香港商報副刊部 . . โดย Hk.   [October  28, 2022]. （原始内容存档于2022-11-23）.
35. ↑  Yeung, Linda. . South China Morning Post. 1994-09-05. （原始内容存档于2024-01-17）.
36. ↑  . 晴報 Sky Post. 2020-12-14. （原始内容存档于2024-01-17）.

## 外部連結
- 中文電影資料庫─ 翁美玲 （页面存档备份，存于）
- 翁美玲網站男友羅泊·萊得鮑（Rob Radboud）幫美玲製作（英文）
- 翁美玲在互联网电影资料库（IMDb）上的資料（英文）
- 翁美玲在香港影庫上的簡介
- 翁美玲在时光网上的簡介（简体中文）
- 翁美玲在豆瓣上的资料（简体中文）